# Горне Обдоковце
Горне Обдоковце (словац. Horné Obdokovce) — село, громада округу Топольчани, Нітранський край. Кадастрова площа громади — 22.89 км². Протікає Перковський потік.
Населення 1490 осіб (станом на 31 грудня 2019 року).

## Історія
Горне Обдоковце згадується 1283 року.

## Населення
| Рік:            | 1994. | 2004.   | 2014.   | 2024.   |
| --------------- | ----- | ------- | ------- | ------- |
| Кількість осіб: | 1634  | 1647    | 1522    | 1452    |
| Різниця:        |       | +0,79 % | -7,58 % | -4,59 % |

| Рік:            | 2023. | 2024.   |
| --------------- | ----- | ------- |
| Кількість осіб: | 1459  | 1452    |
| Різниця:        |       | -0,47 % |